# Philipp Kobilke
Philipp Kobilke (* 3. Dezember 1985 in Prien am Chiemsee) ist ein deutscher Filmkomponist.

## Leben
Kobilke studierte Filmmusik und Sounddesign an der Filmakademie Baden-Württemberg in Ludwigsburg u. a. bei Cong Su, Matthias Raue und Joerg Reiter, seit 2012 arbeitet er als freischaffender Komponist für Film und Fernsehen. U.a. schrieb er die Musik für den mit einem International Emmy ausgezeichneten Dokumentarfilm War of Lies (Krieg der Lügen) sowie die Fernsehreihen Großstadtrevier und ZDF planet e.

## Filmographie (Auswahl)
- 2012: ZDF Terra Xpress  – Überraschung aus dem Untergrund
- 2013: Trapped (Next Generation Short Tiger Award)
- 2013: The Inner World
- 2014: First Man
- 2014: Krieg der Lügen – Curveball und der Irakkrieg (International Emmy Award)
- 2015: Unsere zweite Haut (6 Folgen)
- seit 2016: Großstadtrevier (19 Folgen, Stand: November 2023)
- seit 2016: ZDF planet e
- 2017: The Inner World – Der letzte Windmönch
- seit 2017: Neues aus Büttenwarder (24 Folgen)
- 2021: Großstadtrevier – St. Pauli 06:07 Uhr
- 2023: Der Bremerhaven-Krimi: Tödliche Fracht
- 2024: Großstadtrevier - Im Moment der Angst

## Auszeichnungen
- 2. Platz beim Filmmusikwettbewerb des Bayerischen Rundfunks 2014[1]
- International Emmy Award 2016 für „Krieg der Lügen“[2]
- Deutscher Computerspielpreis 2014 „Bestes Deutsches Spiel“ (The Inner World)
- Bestes Indie Game für „The Inner World – der letzte Windmönch“ beim Deutschen Entwicklerpreis 2017
- Next Generation Short Tiger (für „Trapped“)
- ADC – Bronze (für „ISHR-Typewriter“)
- Spotlight – Publikumspreis (für „Atemberaubend“)
- Red Dot Design Award (für „ISHR-Typewriter“)
- D&AD Student Award (für „ISHR-Typewriter“)
- Young Guns Student Award (für „ISHR-Typewriter“)
- Andy Awards (für „ISHR-Typewriter“)
- Mobius Student Award (für „ISHR-Typewriter“)